# Camila Giorgi
Camila Giorgi (født 30. december 1991 i Macerata, Italien) er en professionel kvindelig tennisspiller fra Italien.